# Ottokar Stauf von der March
Ottokar Stauf von der March, született: Ottokar Method Chalupka (Olmütz, ma Olomouc, 1868. augusztus 9. –– Bécs, 1941. március 13.) osztrák író, kritikus és újságíró.

## Élete
Törvénytelen gyermek volt, lelkész nagybátyja nevelte fel. Humán tanulmányokat folytatott, ezután kereskedő lett. 1888-tól katonai szolgálatot teljesített, majd 1891-ben Bécsbe költözött, ahol az írói és újságírói pályának szentelte magát. 1901 és 1906 közt a Die Gesellschaft és a Neue Bahnen, 1909 és 1914-1915 közt a Der Scherer című lapok szerkesztője volt, ez utóbbit annyira radikális irányba vitte, hogy a lapot a hatóság betiltotta. Német nemzeti és antiszemita meggyőződésű, Ausztria Németországgal való egyesülésének (Anschluss) korai híve volt. Első irodalmi próbálkozásai az 1890-es években jelentek meg. Írt politikai röpiratokat is. Irodalmi munkásságára is a német nemzeti eszmények dicsőítése jellemző. Wir Deutschösterreicher (1913) című pamfletje nyíltan antiszemita hangvételű. Lánya, Trude Brentina (Bécs, 1899 – Potsdam, 1986) az NDK ismert színésznője és szinkronszínésznője volt. 
Írói álnevei Hagen Falkenberg, Volker zu Alzey és Severus Verax voltak.

## Válogatott munkái
- Carl Bleibtreu. Eine Würdigung. Mit einem Verzeichnis der Werke des Dichters. Krabbe, Stuttgart, 1920
- Wir Deutschösterreicher. Notwendige Ergänzungen zur deutschen Literaturgeschichte der Gegenwart. Heinrich Feige, Wien, 1913

### Magyarul
- Verax: Őszinte szavak a magyar állam vezetőihez a millenium alkalmából; Hornyánszky Ny., Bp., 1894

## Fordítás
- Ez a szócikk részben vagy egészben  az   Ottokar Stauf von der March című német Wikipédia-szócikk ezen változatának fordításán alapul.  Az eredeti cikk szerkesztőit annak laptörténete sorolja fel. Ez a jelzés csupán a megfogalmazás eredetét és a szerzői jogokat jelzi, nem szolgál a cikkben szereplő információk forrásmegjelöléseként.